# 落合垂水
落合垂水（おちあいたるみ）は、岡山県真庭市（旧落合町）の大字である。同市の落合支所の所在地、および旧落合町役場所在地。同市新設以前には、垂水（たるみ）と称した。現在でも、通称「垂水」と呼称される。明治前期以前は真島郡（のち真庭郡）に属し垂水村と称した。古くは旭川の高瀬舟の一大拠点となる川港として栄え、特産物として落合ようかんが知られる。
郵便番号は719-3144（落合郵便局管区）。人口は1499人（男性702人、女性797人）。世帯数は570世帯（2014年5月現在）。

## 概要
町のほぼ中央、旭川の本流と備中川が介流した三角状の盆地平野に発達した集落で、南北に標高320mほどの丘陵に挟まれ、東方に旭川に面して市街をつくっている。
旭川による高瀬舟の水運が早くから開け、下流の福渡を経て岡山に至る重要な基地になっていた。自動車による陸路の運輸が始まっても昭和の初めまでは高瀬舟が姿を見せていた。現在はほぼ消滅している。
当地には鉄道路線はなく、旭川対岸をJR姫新線が走り、西原地区に美作落合駅がある。
垂水神社、箸立天神社、日蓮宗本覚寺、臨済宗仏土寺、浄土宗宝福寺などの社寺があり、また比多淡略守が築いたという注連山域跡がある。
特産として豆腐と落合ようかんがある。

## 沿革

### 歴史
古代においては真島郡垂水郷の一部であったとされ、地名はその遺称であるといわれる。当地は、旭川と支流の備中川が合流する地にあることから、旭川による高瀬舟の水運が早くから開け、下流の福渡を経て岡山に至る重要な基地となり、河港として物資の集散地、交通の要衝として栄えた。
近世に入り、慶長8年に津山藩主森忠政の所領となったが、元様10年、森氏が除封となる。それを受けて、徳川幕府直轄領に移り、真島郡鹿田村（現 真庭市鹿田）に代官所（鹿田代官所）が設置され、同代官所が支配した。その後、明和元年に高田藩（のちの勝山藩）主となった三浦氏の所領となって明治に至る。
明治22年6月1日、真島郡向津矢村と合併して同郡落合村と称し村役場を垂水に置く。同30年5月26日、町制を実施して落合町。同37年6月1日、同郡瀬田川村および天津村と合併して町域を拡張。同33年4月1日、大庭・真島2郡が合併して真庭郡となる。昭和30年1月1日、真庭郡落合町・津田村・木山村・美川村・河内村・川東村の6町村が対等合併し、新しい落合町を新設、町役場を垂水に置く。
平成17年3月31日、真庭郡落合町・久世町・勝山町・湯原町・美甘村・川上村・八束村・中和村および備中国側となる上房郡北房町の5町4村が合体合併し、真庭市を新設。

### 地名の由来
古代の垂水郷に由来するとされる。「垂水」とは滝のことであり、郷内、特に郷名の遺称地となっている当地内に、象徴的な滝があった可能性がある。ただし、現在は当地内に滝は見られない（旧垂水郷域と推定される地内には、西河内のシャンシャン滝や日の乢滝などがある）。
真庭市新設時、同規模町である勝山・久世は同名大字があるために旧町名が住所表記に残り、湯原町は湯本が湯原温泉に改称したため旧町名が残った。これを受けて落合町民から旧町名を住所表記に残して欲しいとの声が多数寄せられたため、旧役場所在地で最初の落合村の一部であった垂水を落合垂水に改称した。
旧町名の落合は、最初の落合村が新設されたときの地域である当地と向津矢で、旭川に備中川が合流することに由来する。

### 年表
| 年月日          | 出来事 | 備考 |
| --------------- | --- | ---- |
| 慶長8年         | 津山藩主森氏の所領となる。 |      |
| 元禄10年        | 江戸幕府直轄領となり、鹿田代官所の管轄下に置かれる。 |      |
| 明和元年        | 高田藩（勝山藩）領となる。 |      |
| 明治22年6月1日  | 町村制施行により、真島郡垂水・向津矢村が合併して真島郡落合村を新設。同村の大字垂水となり、役場が設置される。                                                                                           |      |
| 明治30年5月26日 | 町制を施行し、落合町へ改称。 |      |
| 明治37年6月1日  | 真島郡瀬田川村・天津村を編入合併。 |      |
| 明治33年4月1日  | 真島郡・大庭郡が統合されて真庭郡となる。 |      |
| 昭和30年1月1日  | 真庭郡落合町・津田村・木山村・美川村・河内村・川東村の6町村が合併し、新しい落合町を新設。町役場を垂水に置く。                                                                                          |      |
| 平成17年3月31日 | 真庭郡落合町・久世町・勝山町・湯原町・美甘村・川上村・八束村・中和村および備中国側となる上房郡北房町の5町4村が合併し、真庭市を新設。旧落合町役場は同市役所落合支局となる。同時に垂水は落合垂水へ改称。 |      |

## 地勢
山岳
- 注連山

河川
- 旭川
  - 備中川

## 主要施設

### 公的施設
- 真庭市役所落合支局
- 真庭警察署落合駐在所
- 真庭市落合公民館
- 真庭市落合体育館

### 教育施設
- 真庭市立落合小学校
- 岡山県立真庭高等学校落合校地

### 医療・福祉施設
- 落合こども園白梅保育園
- 落合病院
- サービスセンター落合
- ケアプラン天神

### 郵便局・金融機関
- 落合郵便局
- 中国銀行
- 津山信用金庫
- 日本生命

### 一般企業・商店
- 晴れの国岡山農業協同組合真庭統括本部、垂水落合支店
- JAまにわあいあいタウン
- 小林製材
- 落合タクシー
- NTT西日本落合電話交換所
- 真庭商工会落合支所
- 落合営農経済センター
- 南部配送センター
- サンプラザ（落合ショッピングセンター）
- 落合商店街
- 梅田屋羊羹
- 古見屋羊羹
- 西口屋羊羹
- 加藤商店

## 寺社等

### 神社仏閣・その他宗教施設
- 宝福寺
- 本覚寺
- 仏土寺
- 垂水神社
- 箸立天満宮
- 金光教落合教会

### 史跡
- 注連山域跡

## 交通

### 鉄道
前述の通り、落合垂水地内に鉄道路線は通過していない。旭川対岸をJR姫新線が走り、落合地区の代表駅として西原地区に美作落合駅が設置されている。

### 道路
- 国道313号：北から南西方向に通過。北は市内久世・勝山および倉吉市方面、南西は高梁市方面へ向かう。
- 岡山県道30号落合建部線：国道313号から南方向へ分岐する。国道429号を経由して岡山市方面へ向かう。
- 岡山県道411号垂水追分線：国道313号から東方面へ分かれる。JR姫新線と並走して美作追分駅付近で国道181号に合流し、津山市方面へ向かう。